# Bhokraha (Sunsari)
Bhokraha – gaun wikas samiti we wschodniej części Nepalu w strefie Kośi w dystrykcie Sunsari. Według nepalskiego spisu powszechnego z 2001 roku liczył on 2807 gospodarstw domowych i 16563 mieszkańców (8180 kobiet i 8383 mężczyzn).